# Forelia liliacea
Forelia liliacea är en kvalsterart som först beskrevs av Otto Friedrich Müller 1776. Forelia liliacea ingår i släktet Forelia och familjen Pionidae. Inga underarter finns listade i Catalogue of Life.